# Prefektura Wientian
Wientian (laot. ວຽງຈັນ) – prefektura w Laosie, znajdująca się w północno-zachodniej części kraju. Graniczy z Tajlandią.
W prefekturze leży stolica kraju Wientian. Prefektura Wientian została utworzona w 1989 roku z części prowincji Wientian.

## Podział administracyjny
Prefektura Wientian dzieli się na dziewięć dystryktów (pogrubionym drukiem części miasta Wientian):
1. Chanthabuly
2. Hadxayfong
3. Mayparkngum
4. Naxaithong
5. Sangthong
6. Sikhottabong
7. Sisattanak
8. Xaysetha
9. Xaythany.